# Sparten

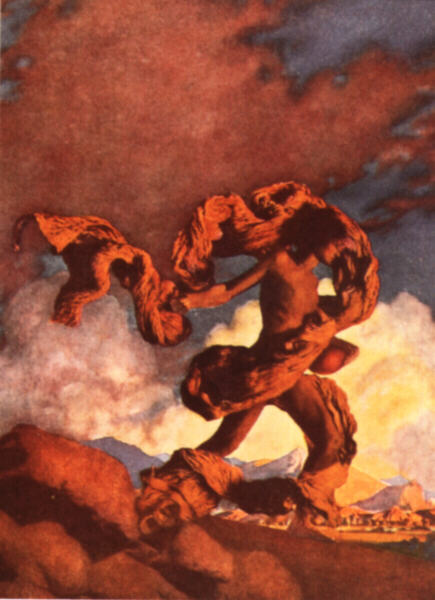
Kadmos sät Drachenzähne

Sparten oder Spartoi (altgriechisch Σπαρτοί Spartoí, deutsch ‚Ausgesäte‘) sind die von Kadmos aus in Ackerfurchen gesäten Drachenzähnen entstandenen Stammväter der Thebaner.
Nahe der Stelle, wo Kadmos Theben gründen sollte, befand sich eine dem Ares heilige Quelle, die von einem Drachen (oder einer Schlange) bewacht wurde. Als die Gefährten des Kadmos zur Quelle kamen, um Wasser zu holen, wurden sie von dem Drachen getötet, und Kadmos, der auf der Suche nach seinen Gefährten auf den Drachen stieß, gelang es nur mit Not, ihn zu töten. Athene gab nun Kadmos den Rat, die Drachenzähne in frisch gezogene Ackerfurchen zu streuen. Als er das getan hatte, wuchs aus den Furchen eine große Schar bewaffneter Männer, die, nachdem Kadmos einen Stein unter sie geworfen hatte, einander zu bekämpfen begannen, bis nur noch fünf überlebten. Kadmos und diese fünf Sparten wurden die Stammväter der Thebaner.
Der bekannteste der Sparten ist Echion, der Agaue, die Tochter des Kadmos, heiratete und dessen Sohn Pentheus nach Kadmos König von Theben wurde. Die Namen der anderen Sparten sind Pelor, Chthonios, Hyperenor und Udaios.
In der Argonautensage nach Apollonios von Rhodos übergab Athene die Hälfte der Drachenzähne dem Aietes, dem König von Kolchis. Dieser zwang Iason, um das Goldene Vlies zu gewinnen, wie Kadmos die Zähne in Ackerfurchen zu säen. Auch hier sprangen bewaffnete Männer aus den Furchen, doch Iason warf einen Stein auf Rat von Medea zwischen sie, worauf sie einander zu erschlagen begannen, bis keiner mehr übrigblieb.